# Edward Blore

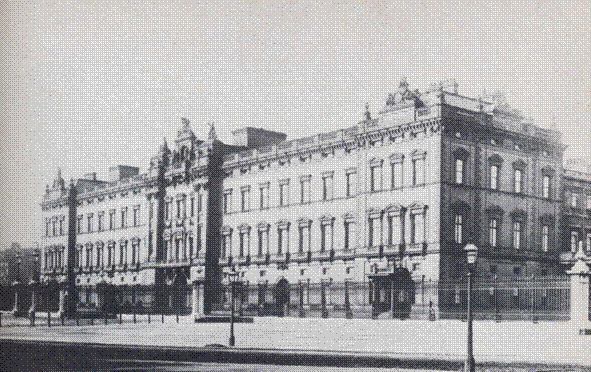
Buckingham Palaces östliga del, efter Edward Blores ombyggnad. Denna ändrades 1913 av Sir Aston Webb.

Edward Blore, född 13 september 1787 i Derby i Derbyshire, död 4 september 1879 i Marylebone i London, var en brittisk arkitekt och antikvarie, främst känd som den som kompletterade det av John Nash ritade Buckingham Palace.
Edward Blore var son till författaren om antikviteter Thomas Blore. Han bakgrund var snarare som tecknare av antikviteter än som arkitekt, ett yrke som han saknade formell utbildning för. Han illustrerade sin fars History of Rutland (1811), och därefter gjorde han teckningar av katedralerna i York och Peterborough for John Brittons English Cathedrals och andra teckningar för olika böcker om grevskapshistorik. Omkring 1822 illustrerade han Thomas Frognall Dibdins Aedes Althorpianæ. Han graverade själv många av sina teckningar.
År 1847 skapade han Buckingham Palaces stora fasad mot The Mall. Han arbetade även med St. James's Palace i London. De flesta av Blores verk är belägna i England och Skottland men han byggde även bland annat Government House i Sydney och Vorontsovpalatset på Krimhalvön. Han ritade även kyrkor, bland andra St Luke's Church i London och St John the Baptist's Church i Leytonstone.